# Paraheterosternus luedeckei
Paraheterosternus luedeckei är en skalbaggsart som beskrevs av Becker 1907. Paraheterosternus luedeckei ingår i släktet Paraheterosternus och familjen Rutelidae. Inga underarter finns listade i Catalogue of Life.